# NV Aurigae
NV Aurigae (NV Aur) es una estrella variable en la constelación de Auriga.
De magnitud aparente media +8,20 en banda J, se encuentra a una distancia de 1200 pársecs —aproximadamente 3900 años luz— del sistema solar.
NV Aurigae es una estrella muy fría de tipo espectral M10 y 2500 K de temperatura efectiva.
Brilla con una luminosidad entre 9.800 y 13.284 veces superior a la luminosidad solar.
De gran tamaño, tiene un radio 615 veces más grande que el radio solar, equivalente a 2,9 UA; si ocupara el lugar de nuestro Sol, las órbitas de los cuatro primeros planetas —la Tierra inclusive— estarían contenidas dentro de la estrella.
NV Aurigae se encuentra en la rama asintótica gigante (AGB), período de la evolución estelar que experimentan las estrellas de masa intermedia al concluir sus vidas; la conocida Mira (ο Ceti), R Leonis y R Hydrae son ejemplos de estrellas en esta fase evolutiva.
NV Aurigae pierde masa estelar a razón de 1,8 × 10-5 masas solares por año, y el ritmo de pérdida de masa es constante.
Catalogada como variable Mira, su variación de brillo en banda H es de 2,6 magnitudes y su período de pulsación es de 635 días.
NV Aurigae está rodeada por una envoltura circunestelar en donde se ha detectado emisión máser de SiO —una característica común de las estrellas AGB ricas en oxígeno—, agua y OH.
El SiO es la especie emitida más cerca de la estrella, en una capa de formación de polvo a una distancia entre dos y cuatro veces el radio de la estrella; la emisión máser de agua tiene ligar a una distancia entre 10 y 20 veces el radio de la estrella.
El radio de la envoltura en torno a NV Aurigae es de 2,0 × 1016 cm.